# Parchi eolici in Toscana
In Toscana sono presenti dieci centrali eoliche, la produzione complessiva di energia media annua è pari a circa 250 GWh (dati Terna 2020), cioè corrispondenti a circa 2000 ore all'anno di funzionamento.

## Lista impianti eolici

### Attivi
| N° turbine         | Potenza totale | Società                                                                      | Località                              | Comune                         | Anno        |
| ------------------ | -------------- | ---------------------------------------------------------------------------- | ------------------------------------- | ------------------------------ | ----------- |
| 3 (Enercon E-40)   | 1,8 MW         | Parco Eolico Montemignaio (Edison Rinnovabili)                               | Poggio della Risala                   | Montemignaio (AR)              | 2001        |
| 10 (Gamesa G90)    | 20 MW          | Parco Eolico Poggi Alti (RWE)                                                | Poggi Alti                            | Scansano (GR)                  | 2006        |
| 7 (Vestas V52)     | 6 MW           | Parco Eolico Monte Vitalba (Encavis - AGSM Verona)                           | Monte Vitalba                         | Chianni (PI)                   | 2006        |
| 4 (Enercon E82)    | 8 MW           | Pontedera Eolica (Compagnia Valdostana delle Acque - ASA Livorno)            | Gello                                 | Pontedera (PI)                 | 2008        |
| 11 (Leitner LTW77) | 16,5 MW        | Consorzio Sviluppo Aree Geotermiche - Wind Power Plant UNO                   | La Miniera                            | Montecatini Val di Cecina (PI) | 2008 - 2012 |
| 17 (Enercon E53)   | 13,6 MW        | Parco Eolico Carpinaccio (European Energy - AGSM Verona)                     | Monte Carpinaccio                     | Firenzuola (FI)                | 2012        |
| 10 (Vestas V90)    | 20 MW          | Parco Eolico Riparbella (European Energy - AGSM Verona)                      | Poggio Malconsiglio                   | Riparbella (PI)                | 2012        |
| 13 (Vestas V100)   | 23,4 MW        | Santa Luce (Edison Rinnovabili)                                              | Poggio Palmorelle - Poggio del Tiglio | Santa Luce (PI)                | 2012        |
| 5 (Vestas V90)     | 10 MW          | Eolica Toscana (Fabbrica Energie Rinnovabili Alternative - Solo Rinnovabili) | Monte Colombo                         | Zeri (MS)                      | 2013        |
| 6 (Vestas V136)    | 20 MW          | Società Elettrica Ligure Toscana (WEB Windenergie)                           | Ischia di Crociano                    | Piombino (LI)                  | 2019        |
| 1 (EWT DW61)       | 1 MW           | Ewind 27 (EWT Italia)                                                        | Poggio dei Prati                      | Badia Tedalda (AR)             | 2022        |

### In progetto
| N° turbine | Potenza totale | Società                               | Località                           | Comune                                                   |
| ---------- | -------------- | ------------------------------------- | ---------------------------------- | -------------------------------------------------------- |
| 7          | 42 MW          | Parco Eolico Riparbella (AGSM Verona) | Poggio alle Pancole                | Lajatico (PI)                                            |
| 8          | 50 MW          | Fri-El                                | Poggio delle Campane               | Badia Tedalda (AR) - Sestino (AR)                        |
| 6          | 40 MW          | RWE                                   | Poggio delle Campane               | Sestino (AR)                                             |
| 9          | 54 MW          | SCS Innovations                       | La Montagna                        | Badia Tedalda (AR)                                       |
| 11         | 72,6 MW        | Badia Tedalda Eolico                  | Poggio dei Tre Vescovi             | Badia Tedalda (AR)                                       |
| 8          | 57,6 MW        | San Nicola Energia                    | Val di Cornia                      | Piombino (LI) - Campiglia Marittima (LI)                 |
| 8          | 52,8 MW        | Apollo Wind                           | Montauto                           | Manciano (GR)                                            |
| 6          | 37,2 MW        | Sorgenia                              | Rempillo                           | Pitigliano (GR)                                          |
| 6          | 30 MW          | Fred Olsen                            | Monte Petralta                     | Sestino (AR)                                             |
| 7          | 50,4 MW        | Gruppo Visconti                       | Poggio Fuoco - Montauto            | Manciano (GR)                                            |
| 11         | 80 MW          | Gruppo Visconti                       |                                    | Scansano (GR) - Magliano in Toscana (GR)                 |
| 12         | 54 MW          | Santa Chiara Energia                  | Razzopiano - la Badia              | Firenzuola (FI)                                          |
| 8          | 60 MW          | Pellestrina Wind                      | Casalappi                          | Piombino (LI) - Campiglia Marittima (LI) - Suvereto (LI) |
| 13         | 72,8 MW        | Gruppo Visconti                       | Montiano                           | Magliano in Toscana (GR) - Orbetello (GR)                |
| 14         | 72,8 MW        | Gruppo Visconti                       | Morrano - la Rotta                 | Manciano (GR) - Pitigliano (GR)                          |
| 20         | 140 MW         | RWE                                   |                                    | Sorano (GR) - Pitigliano (GR)                            |
| 8          | 43,4 MW        | Fred Olsen                            |                                    | Sorano (GR)                                              |
| 13         | 78 MW          | EEA Italy Wind                        | Monte la Fine - Monte Pratolungo   | Firenzuola (FI)                                          |
| 4          | 24 MW          | Statkraft                             | Bruscoli                           | Firenzuola (FI)                                          |
| 10         | 72 MW          | Gruppo Visconti                       |                                    | Asciano (SI)                                             |
| 8          | 56 MW          | RWE                                   | Poggio Sambuco                     | Badia Tedalda (AR) - Pieve Santo Stefano (AR)            |
|            | 42 MW          | Energia Ecosostenibile                | L'abbandonato                      | Arcidosso (GR)                                           |
| 5          | 31 MW          | Naturgy Rinnovabili                   | Casoni di Romagna                  | Firenzuola (FI) - Monterenzio (BO)                       |
| 8          | 57,6 MW        | Sorano Wind                           | Valle del Papa - Fontana Sugarella | Sorano (GR)                                              |

### Autorizzati
| N° turbine | Potenza totale | Società                                  | Località                      | Comune                                        |
| ---------- | -------------- | ---------------------------------------- | ----------------------------- | --------------------------------------------- |
| 7          | 30 MW          | AGSM Verona                              | Monte Giogo - Poggio ai Venti | Vicchio (FI) - Dicomano (FI)                  |
| 7          | 30 MW          | Fabbrica Energie Rinnovabili Alternative | Pian del Pruno                | Chianni (PI) - Santa Luce (PI)                |
| 1          | 1 MW           | Ewind 17 (EWT Italia Development)        | Monte Seghe                   | Zeri (MS)                                     |
| 1          | 1 MW           | ENIT                                     | Poggio dell'Aquila            | Badia Tedalda (AR)                            |
| 1          | 1 MW           | ENIT                                     | Poggio Faetino                | Chiusi della Verna (AR)                       |
| 2          | 2 MW           | Orchidea Preziosi                        | Poggio dell'Aquila            | Badia Tedalda (AR) - Pieve Santo Stefano (AR) |
| 7          | 30 MW          | Fabbrica Energie Rinnovabili Alternative | Monte Faggiola - Monte Loggio | Badia Tedalda (AR)                            |